# Marinna jerrima
Marinna jerrima är en insektsart som beskrevs av Otte, D. och R.D. Alexander 1983. Marinna jerrima ingår i släktet Marinna och familjen Mogoplistidae. Inga underarter finns listade i Catalogue of Life.